# Integral de superfície
Uma integral de superfície é uma generalização das integrais múltiplas sobre uma superfície. Dada uma superfície S, pode-se integrar sobre ela um campo escalar ou um campo vetorial. Aplicações de integrais de superfícies aparecem em vários ramos da ciência e das engenharias, tais como em problemas envolvendo fluxo de fluido e de calor, eletricidade, magnetismo, massa e centro de gravidade. Por exemplo, ao integrarmos uma função densidade de massa sobre uma superfície, obteremos a massa aplicada sobre a superfície. Em uma superfície orientável, a integral de superfície do produto interno de um campo vetorial pelo campo normal à superfície fornece o fluxo desse campo, indicado por pela letra grega maiúscula Φ.

## Definição
Seja {\displaystyle g:\mathbb {R} ^{3}\to \mathbb {R} }, {\displaystyle g=g(x,y,z)}, uma função definida em todos os pontos de uma superfície {\displaystyle S}. A integral de superfície de {\displaystyle g} sobre {\displaystyle S} é definida por:
{\displaystyle \int \int _{S}gd\sigma }
onde, {\displaystyle d\sigma } é o elemento infinitesimal de área sobre a superfície.
Se {\displaystyle S} é uma superfície orientável, então definimos a integral de superfície de um campo vetorial {\displaystyle F} sobre {\displaystyle S} por:
{\displaystyle \int \int _{S}\mathbf {F} \cdot \mathbf {n} d\sigma }
onde, {\displaystyle \mathbf {n} } é o campo normal escolhido na orientação da superfície. O integrando na forma de produto escalar evidencia que somente as componentes do campo perpendiculares à superfície {\displaystyle S} contribuirão no cálculo do fluxo.

## Orientação
Assim como as curvas, também as superfícies precisam ser orientadas, a fim de que, ao adotar certa convenção, sempre se encontre o mesmo sinal para fluxo Φ. Diz-se que uma superfície de dois lados é orientável e que uma superfície de um único lado é não orientável. Assim, existe a necessidade de distinção dos lados de uma superfície orientável e convenção para orientação considerada positiva e negativa, pois ao inverter a orientação de S inverte-se o sinal de Φ.
Sendo assim:
Para o cálculo de {\displaystyle {\overrightarrow {n}}}:

Suponha que a superfície {\displaystyle S} seja dada como: {\displaystyle z=g(x,y)} ou {\displaystyle y=g(x,z)} ou {\displaystyle x=g(y,z)}.

Reescrevendo cada uma das equações na forma {\displaystyle G(x,y,z)=0} é possível interpretar a última como a equação de uma superfície de nível de uma função {\displaystyle w=G(x,y,z)}.

A partir do conceito que {\displaystyle {\overrightarrow {\nabla }}G} é um vetor 3-D e representa um vetor normal à superfície de nível {\displaystyle G(x,y,z)=0}, pode-se definir {\displaystyle {\overrightarrow {n}}} da seguinte forma:

## Elemento de área

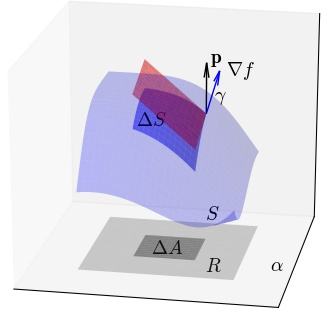
Elemento de área de uma superfície lisa.

O cálculo do elemento infinitesimal de área sobre a superfície pode ser feito com o auxílio de uma projeção adequada da superfície {\textstyle S} sobre um plano do espaço cartesiano. Suponhamos que {\textstyle S} é descrita pela superfície de nível {\displaystyle f(x,y,z)=c}. Consideremos, ainda, um plano dado {\textstyle \alpha } de normal unitária {\displaystyle \mathbf {p} }. A projeção de {\displaystyle S} sobre {\displaystyle \alpha } define uma região planar que denotaremos por {\textstyle R}.
Com isso, aproximamos um elemento de área {\displaystyle \Delta S} da superfície {\displaystyle S} pela área do elemento tangente associado. Este, por sua vez, pode ser calculado em função do elemento de área {\displaystyle \Delta S} projetado sobre o plano {\displaystyle \alpha }. Denotando este por {\displaystyle \Delta A}, temos:
{\displaystyle \Delta S\approx {\frac {1}{|\cos \gamma |}}\Delta A}
onde, {\displaystyle \gamma } é o ângulo entre o vetor gradiente {\displaystyle \nabla f} e o vetor {\displaystyle \mathbf {p} } calculado em algum ponto de {\displaystyle \Delta S}.
Assim, podemos calcular o elemento de área {\displaystyle d\sigma } por:
onde, {\displaystyle \gamma } é o ângulo entre o vetor gradiente {\displaystyle \nabla f} e o vetor {\displaystyle \mathbf {p} }. {\displaystyle dA} é o elemento de área planar.
Observamos, ainda, que o ângulo {\displaystyle \gamma } está relacionado ao produto interno entre {\displaystyle \nabla f} e {\displaystyle \mathbf {p} } por:
Segue, daí, que o elemento de área {\displaystyle d\sigma } pode ser calculado por:
{\displaystyle d\sigma ={\frac {|\nabla f||\mathbf {p} |}{|\nabla f\cdot \mathbf {p} |}}dA}

## Teorema
Seja {\displaystyle S} uma superfície suave da forma {\displaystyle z=g(x,y)} ou {\displaystyle y=g(x,z)} ou {\displaystyle x=g(y,z)} e seja {\displaystyle {\overrightarrow {F}}} um campo vetorial contínuo em {\displaystyle S}. Supondo também que a equação de {\displaystyle S} seja reescrita como {\displaystyle G(x,y,z)=0}, ao passar {\displaystyle g} para o membro esquerdo da equação e seja {\displaystyle R} a projeção de {\displaystyle S} no plano coordenado das variáveis independentes de {\displaystyle g}. Então: 

{\displaystyle \phi =\int \int _{S}{\overrightarrow {F}}\bullet {\overrightarrow {n}}dS=\pm \int \int _{R}{\overrightarrow {F}}\bullet {\overrightarrow {\nabla }}GdA}

## Cálculo da integral de superfície
Com base no cálculo do elemento de área sobre uma superfície podemos calcular a integral de superfície como uma integral dupla sobre uma região planar. Seja {\displaystyle g:\mathbb {R} ^{3}\to \mathbb {R} }, {\displaystyle g=g(x,y,z)}, uma função definida em todos os pontos de uma superfície {\displaystyle S} descrita pela superfície de nível {\displaystyle f(x,y,z)=c}. Seja, ainda, {\displaystyle R} a região planar definida pela projeção de {\displaystyle S} sobre um plano dado {\displaystyle \alpha }. Então, a integral de superfície de {\displaystyle g} sobre {\displaystyle S} pode ser calculada pela seguinte integral dupla sobre {\displaystyle R}:

### Observações Importantes
- Já que foi feita substituição de uma integração de superfície por uma integração dupla na região dos planos coordenados, o integrando deve coincidir com os pontos da superfície. É indispensável identificar a superfície.[4]

- Nas aplicações, as superfícies mais simples são os planos, cúbicas, e os tetraedros. Também é possível ter superfícies de revolução, como cilíndricas, e superfícies quádricas.[4]

- É importante a observação do integrando {\displaystyle {\overrightarrow {F}}\bullet {\overrightarrow {\nabla }}G}, para escolha do sistema de coordenadas mais apropriado, tendo em vista a simetria da superfície.[4]

### Exemplo
Exemplo da apostila da prof Irene Strauch. 

- Calcular o fluxo de {\displaystyle {\overrightarrow {F}}=3z^{2}{\overrightarrow {i}}+6{\overrightarrow {j}}+6xz{\overrightarrow {k}}} através da superfície {\displaystyle S} dada por {\displaystyle y=x^{2}} com {\displaystyle 0\leq x\leq 2} e {\displaystyle 0\leq z\leq 3} e orientada para fora da concavidade.

## Integral de superfície de campos escalares
Supondo que f seja uma função de um campo escalar de três variáveis em uma superfície suave S. Para encontrar uma fórmula explícita da integral de superficie f sobre S, é precido parametrizar S. Dada a parametrização r(s, t), onde (s, t) varia em alguma região T no plano, a integral de superfície é definida por:
{\displaystyle \iint _{S}f\,\mathrm {d} S=\iint _{T}f(\mathbf {r} (s,t))\left\|{\partial \mathbf {r}  \over \partial s}\times {\partial \mathbf {r}  \over \partial t}\right\|\mathrm {d} s\,\mathrm {d} t}
Se S for o gráfico de uma função {\displaystyle z=z(x,y)}, então:
{\displaystyle {\begin{aligned}\iint _{S}f\,\mathrm {d} S&{}=\iint _{T}f\mathbf {(} x,y,z(x,y)){\sqrt {\left({\partial f \over \partial x}\right)^{2}+\left({\partial f \over \partial y}\right)^{2}+1}}\,\,\mathrm {d} x\,\mathrm {d} y\end{aligned}}}
Onde T é a projeção de S sobre o plano xy.

## Integral de superfície de campos vetoriais

O fluxo total através da superfície é encontrado somando-se o produto para cada partição. A medida que os pedaços se tornam infinitamente pequenos, a integral da superfície é

Seja uma superfície suave {\displaystyle S} representada por {\displaystyle {\vec {r}}(u,v)=x(u,v){\vec {i}}+y(u,v){\vec {j}}+z(u,v){\vec {k}}} e {\displaystyle {\vec {n}}={\vec {n}}(u,v)} um vetor unitário normal a essa superfície. Dado um campo vetorial {\displaystyle {\vec {f}}} definido sobre {\displaystyle S}, a integral de superfície é definida por: 
{\displaystyle {\begin{aligned}\iint _{S}\left({\mathbf {\vec {f}} }\cdot {\mathbf {\vec {n}} }\right)\,\mathrm {d} s\ =\iint _{T}{\mathbf {\vec {f}} }(\mathbf {\vec {r}} (s,t))\cdot {\vec {n}}(s,t)\left\|{\frac {\partial \mathbf {r} }{\partial s}}\times {\frac {\partial \mathbf {r} }{\partial t}}\right\|\mathrm {d} s\,\mathrm {d} t\end{aligned}}}
quando a integral da direita existe. Se {\displaystyle S} é suave por partes, a integral é definida sobre a soma das integrais de cada fragmento de {\displaystyle S}. Como o vetor unitário {\displaystyle {\vec {n}}} é dado por: 
{\displaystyle {\begin{aligned}{\vec {n}}={{\frac {\partial \mathbf {r} }{\partial s}}\times {\frac {\partial \mathbf {r} }{\partial t}} \over \left\|{\frac {\partial \mathbf {r} }{\partial s}}\times {\frac {\partial \mathbf {r} }{\partial t}}\right\|}\end{aligned}}}
os módulos do produto vetorial se anulam. A expressão se torna:
{\displaystyle {\begin{aligned}\iint _{S}\left({\mathbf {\vec {f}} }\cdot {\mathbf {\vec {n}} }\right)\,\mathrm {d} s\ =\pm \iint _{T}{\mathbf {\vec {f}} }(\mathbf {\vec {r}} (s,t))\left({\frac {\partial \mathbf {r} }{\partial s}}\times {\frac {\partial \mathbf {r} }{\partial t}}\right)\mathrm {d} s\,\mathrm {d} t\end{aligned}}}
A integral terá sinal positivo se o lado de {\displaystyle S} escolhido para integração for o lado do qual emana o vetor unitário {\displaystyle {\vec {n}}}. Do contrário, o sinal será negativo.

## Aplicações
Aplicações de integrais de superfícies aparecem em vários ramos da ciência e das engenharias. Aqui, discutimos rapidamente algumas delas.

 Na Mecânica dos Fluidos poderemos ter fluxo de um campo de velocidades {\displaystyle {\vec {v}}}. No Eletromagnetismo teremos fluxo de um campo elétrico {\displaystyle {\vec {E}}} ou de um campo de indução magnética {\displaystyle {\vec {B}}} através de uma superfície {\displaystyle S}. Se o campo vetorial for um campo de densidade de corrente, indicado pela letra {\displaystyle {\vec {J}}}, então o fluxo terá dimensão de massa por unidade de tempo ou de corrente elétrica, conforme estejamos estudando o movimento de um fluido ou o movimento de cargas elétricas, respectivamente.

### Massa
Suponhamos que {\displaystyle S:f(x,y,z)=c} descreve a superfície de uma placa fina com densidade de massa dada pela função {\displaystyle \delta =\delta (x,y,z)}. Então, a massa {\displaystyle M} da placa é dada pela integral de superfície:

### Fluxo

Uma superfície (orientada de acordo com que o fluxo positivo seja atravessando-a de baixo para cima) e linhas de campo atravessando-a.

Seja {\displaystyle S:f(x,y,z)=c} uma superfície no espaço e {\displaystyle {\vec {F}}} um campo vetorial.
Em cada ponto de S existem dois vetores normais unitários, apontando em direções opostas; o vetor normal unitário com orientação positiva, denotado por {\displaystyle {\hat {n}}}. Se S é uma superfície fechada, como uma esfera ou um cubo, então por convenção ela é orientada de forma que o lado exterior seja o positivo({\displaystyle {\hat {n}}}sempre aponta pra fora de S).
Então o fluxo através de S é determinado por
onde {\displaystyle dS} é o elemento de área da superfície
Também é usada a notação {\displaystyle {\vec {dS}}={\hat {n}}dS}
Por exemplo, se {\displaystyle {\vec {F}}} é o campo de velocidades de um escoamento, então esta integral fornece o fluxo do escoamento através de {\displaystyle S}.